# Mykola Varvarcev
Mykola Mykolajovyč Varvarcev (in ucraino Микола Миколайович Варварцев?; Kiev, 25 settembre 1929 – Kiev, 28 aprile 2020) è stato uno storico e ricercatore ucraino.
Fu ricercatore di storia delle relazioni internazionali e storiografia straniera dell'Ucraina. Iniziò una nuova area della scienza storica ucraina: lo studio delle relazioni ucraino-italiane. Era dottore in scienze storiche e professore.

## Biografia
Nato a Kiev, veniva da una famiglia di aviatori militari.

## Attività scientifica
Ha lavorato nel campo degli archivi, manoscritti di biblioteche, nei musei di Roma, Firenze, Bologna, Venezia, Milano, Genova, Napoli, Torino, Pisa, Vicenza, Forlì, Pistoia, Lucca, Pescia. Nel corso della sua ricerca, ha scoperto documenti precedentemente sconosciuti su personaggi culturali ucraini: Semen Gulak-Artemovs'kyj, Marko Vovčok, Mykola Kostomarov, Mychajlo Drahomanov, Lesja Ukraïnka, Ivan Franko e altri.
Per il 200º anniversario della nascita di Giuseppe Garibaldi, Mykola Varvarcev, insieme al professor Renato Rizaliti, ha preparato e pubblicato in Italia un lavoro congiunto dell'Istituto di Storia dell'Ucraina, del NAS di Ucraina e dell'Università di Firenze sulle attività del volontario ucraino dell'esercito Garibaldi Lev Il'ič Mečnikov.

## Lavori scientifici
- Varvarcev M. M. Ucraina nelle relazioni pubbliche e culturali russo-italiane (prima metà del XIX secolo) / Accademia delle scienze della SSR ucraina. Istituto di storia — Kyiv: Naukova Dumka, 1986.— 208 p. (RU)  Варварцев Н. Н. Украина в российско-итальянских общественных и культурных связях (первая половина XIX в.) / Академия наук Украинской ССР. Институт истории.— Киев: Наукова думка, 1986.— 208 с.
- Varvartsev M. M. Gli italiani in Ucraina (XIX sec.) Dizionario biografico degli uomini di cultura. - Kiev: ACCADEMIA NAZIONALE DELLE SCIENZE DTJCRAINA, Istituto per la storia d'Ucraina, 1994.— 196 p. (UK)  Українською: Варварцев М. М. Італійці в Україні (XIX ст.). Біографічний словник діячів культури / Національна академія наук України, Інститут історії України. - Київ: [Поліграф. дільниця Інституту історії НАН України], 1994.— 196 c. ISBN 5-7702-0779-5
- Varvarcev M. La diffusione del pensiero mazziniano in Ucraina nell`Ottocento. Pisa, 1996.
- Mykola Varvartsev. Giuseppe Mazzini il mazzinianesimo e l’Ucraina. - Kiev: Casa editrice universitaria PULSARY, 2005.— 304 p. (UK)  (contenuto in italiano) Українською: Варварцев М. М. Джузеппе Мадзіні, мадзінізм і Україна: Монографія.— К.: Унів. вид-во ПУЛЬСАРИ, 2005.— 304 с., [8] арк. іл.: іл., портр.— Парад, тит. арк., анот., зміст італ. ISBN 966-8767-29-2
- Mykola Varvarcev, La vita e la scena di Nicola Ivanov: storia di un ucraino nel Risorgimento italiano. - Kiev: Accademia Nazionale delle Scienze d'Ucraina. Istituto di Storia d'Ucraina. Società Dante Alighieri, 2011. (UK)  Українською: Варварцев М. М. Життя і сцена Миколи Іванова: історія українця в італійському Рісорджименто.— К., Ін-т історії України НАН України, 2011.— 188 с., іл. (Наукове видання) ISBN 978-966-02-6155-6
- Varvarcev M. Lev Mečnikov e lltalia // Mečnikov L. I. Memorie di un garibaldino russo / a cura di R. RisaLiti. Moncalieri: CIRVI, 2011. P. 55-56.

## Onorificenza
Ha ricevuto l'Ordine al merito della Repubblica italiana (2002).